# Nelson Cherutich
Nelson Kipkosgei Cherutich (sinh ngày 9 tháng 3 năm 1993) là một vận động viên chạy vượt rào của Bahrain. Anh từng thi đấu tại Thế vận hội Mùa hè 2016, nhưng không thể vào đến trận chung kết.